# Diretor de dublagem
Diretor de dublagem é o organizador ou coordenador do processo da dublagem.
Depois de assistir à obra que será dublada, seu trabalho consiste em sugerir a escalação do elenco, esquematizar a produção e orientar os dubladores na interpretação e no sincronismo da voz com as imagens.
O diretor divide o roteiro em trechos de 20 segundos, chamados de "anéis". Em seguida, verifica de quantos destes anéis cada ator ou atriz irá participar, para estabelecer a remuneração de cada um e o tempo de gravação em estúdio necessário para a produção.
Na legislação brasileira, a atividade de é definida pelo Decreto 82.385/1978, que regulamenta a Lei 6.533/1978.